# Торресілья-дель-Монте
Торресілья-дель-Монте (ісп. Torrecilla del Monte) — муніципалітет в Іспанії, у складі автономної спільноти Кастилія-і-Леон, у провінції Бургос. Населення — 77 осіб (2010).
Муніципалітет розташований на відстані близько 190 км на північ від Мадрида, 28 км на південь від Бургоса.

## Демографія
Динаміка населення (INE ):